# ニュースJAPAN
『ニュースJAPAN』（ニュースジャパン、英称：News Japan）は、フジテレビ系列（FNN）で1994年4月1日から2015年3月27日まで放送されていた平日最終版の報道番組である。

## 概要
番組開始当初、平日は『プロ野球ニュース』（後の『すぽると!』）を内包し、週末は逆に『スポーツWAVE』に内包される形でスタートしたが、1995年3月の『スポーツWAVE』終了とともに平日のみの放送となった。1997年4月から2003年3月までは、本番組の週末版として『ニュースJAPAN WEEKEND』を放送していた（週末版については同項目参照）。
正式タイトルについては、放送開始の1994年から1999年まで『LIVE'94 ニュースJAPAN』（ライブきゅうじゅうよん - ）のように、「LIVE」と放送年の西暦の下2桁を表記、2000年（平成12年）以降は西暦4桁が表記される。例えば2013年の場合は、『LIVE2013 ニュースJAPAN』（ライブにせんじゅうさん ニュースジャパン）となる。
番組名は、地上デジタル放送のEPGでは2009年12月まで、『すぽると!』と共通で「LIVE200XニュースJAPAN」のタイトルで表記していたが、2010年1月から「LIVE201X ニュースJAPAN&すぽると!」の表記となった。新聞の番組表もこれにしたがっていたが、2011年7月25日からは当番組と「すぽると」を別番組扱いとして表示するようになった。EPGはこれまでどおり「ニュースJAPAN&すぽると!」でひとくくりの扱いとなっている。

## 歴史

### 1994年春 - 2000年春（安藤時代）
『FNN NEWSCOM』の後番組として、1994年4月1日に放送開始。当初はスポーツニュース（『プロ野球ニュース』、2001年4月から『すぽると!』）をインサートし、後半に特集を放送する3部構成だったが、2003年3月に前半が『ニュースJAPAN』、後半が『すぽると!』というパート分離構成となり、コンプレックス枠を形成した。
当時平日の『FNNスーパータイム』を担当していた安藤優子と、元NHKアナウンサーで1994年からフジテレビと専属契約した宮川俊二をキャスターとして起用。前番組『NEWSCOM』キャスターの木村太郎はコメンテーターとなり、安藤・木村コンビは『FNNスーパーニュース』にも引き継がれ、宮川は降板後、『スーパーニュース』の初代メインキャスターに就いた。初期のキャッチフレーズは 「日本の夜を変えます」 。また、開始当初には週末の『スポーツWAVE』とセットで「平日は、ニュースいっしょうけんめい。週末は、感動いっしょうけんめい。」というキャッチコピーを掲げていた。

### 2000年春 - 2003年秋（田代・安倍時代）
2000年4月からは、安藤・木村が『スーパーニュース』に異動となったことから、キャスターをフジテレビアナウンサーの田代尚子が担当した。同時に放送時間を変更し、特集が縮小（2001年に廃止）となり、ニュースのみで随時特集企画を組み込む構成になる。
C型肝炎問題を追及・検証し、ウイルスが血液製剤「フィブリノゲン」に混入していたこと（フィブリノゲン問題）をスクープし、日本民間放送連盟賞テレビ報道部門最優秀賞を受賞した。また、このシリーズは、日本の報道界では最高の栄誉である新聞協会賞に続いて、放送界のピューリッツァー賞とも言われる米ピーボディ賞を、日本のテレビ番組としては初めて単独で受賞した。

### 2003年秋 - 2009年秋（松本・滝川時代）
2003年10月からは『FNNスーパータイム』『FNNスピーク』『FNNスーパーニュース』等の編集長を務めてきた松本方哉が、プロデューサー兼キャスターとして登場（プロデューサーとしては3ヶ月前から着任）。これと同時にそれまで河田町の旧社屋時代から続いた白を基調とする明るさを重視していたスタジオセットがガラリと変わり、やや暗めなセットとなった。松本が2003年10月にフジテレビホームページに以下の抱負を述べている。
松本と滝川クリステルの担当となってからは、アメリカ政治・選挙の話題や軍事関連の特集を積極的に行い、滝川の人気もあってか、この時間帯のニュースとしては『NEWS ZERO』（日本テレビ） に次ぐ第2位の視聴率を記録していた（視聴率は、本番組と後番組『すぽると!』の放送時間を合わせて集計される）。
開始以来、スタジオ内にゲストを呼ぶことはほとんどないが、長年番組で取り組んでいるC型肝炎問題に関連して舛添要一厚生労働大臣（当時）が2回スタジオにゲストで出演している（国会記者会館などを通じてのゲスト出演は幾度かある）。2010年からは大きな事件や災害が発生した場合、レギュラーのフジテレビ解説委員ではなく、それぞれの専門家がゲスト解説する場合もある。
他にも、本番組（サラリーマン層が主体）と夕方の『スーパーニュース』（主婦層が主体）で扱うニュースが違うこともある。アメリカ関連は前者ではあまり取り上げることはなく、国内の事件に終始することがある。また、同じニュースも前者は20分以上かけて取り上げるが後者ではニュースフラッシュで30秒ほどしか取り上げないこともざらにある。この点は両者の視聴者ターゲットの違いによる。一方、『スーパーニュース』の取材班が取材したVTRを流用することもあるが、これは過去に専属のレポーターを担当した小泉の降板以降、番組専属のレポーターを置いていないため、『FNNスーパーニュース』のレポーター（フィールドキャスター）や取材ディレクターが当番組にも事実上掛け持ちする形となっている。
2008年3月31日から、月曜から木曜放送分でリアルタイム字幕放送を開始し、2008年10月からは金曜も実施した（ただし、稀に実施されない日もあった）。

### 2009年秋 - 2012年秋（秋元時代）
2009年9月21日、滝川が9月25日に降板する旨が公表された。後任はフジテレビアナウンサーの秋元優里が担当し、2011年10月3日より一部内容をリニューアルし、新聞番組表にも「新装開店!秋元JAPAN」とタイトルされた。10月31日からフジテレビの全ての報道・情報番組がステレオ放送に切り替わったため、放送開始以来変わることがなかった音声モードがモノラルからステレオに変更された。
2012年3月30日に、スタジオセットが8年半ぶりに変更された。

### 2012年秋 - 2015年春（大島・奥寺時代）
2012年10月からは、大島由香里と奥寺健（いずれもフジテレビアナウンサー、同年9月までは『FNNスーパーニュース』キャスター）がキャスターに。
テーマBGMが一新された。コメンテーターであるフジテレビ解説委員の出演は2012年7月頃から頻度が少なくなっていったが、リニューアルを機に完全にコメンテーターは撤廃された（ただし「Tonight's Issue」で専門家がゲスト解説することはある）。
2013年3月26日にOP、テロップなどが再度一新され、「Tonight's Issue」のコーナーが廃止となったほか、大島一人をメインとして強調する形となり、奥寺はサブ格としての出演に変更された。なお、リニューアル前日は報道センターからの放送であった。
2014年3月31日から、火曜 - 金曜未明（月曜 - 木曜深夜）に『第8地区・エリア1』を開始することに伴い、放送時間を5分短縮し20分間番組となった。これに合わせ、「20分で全て分かる!あなたを"速報の嵐"で満足させます」というキャッチフレーズを掲げ、内容を一部リニューアル。同時に、タイトルロゴやテーマ曲などの各種演出も刷新した。
2014年9月29日から、月曜 - 水曜のサブキャスターに木村拓也（フジテレビアナウンサー）が起用され、奥寺の出演曜日が木曜・金曜に縮小された。
2015年3月27日で番組は終了。最終回のエンディングでは、番組開始当初からの歴史を振り返るVTRを放送し、これをもって22年間の歴史に幕を閉じた。同年3月30日からは後継番組として『あしたのニュース』を開始、番組終了時点でのキャスターだった大島・木村・奥寺は全員同番組へ続投となった。

## 過去の出演者

### 平日メインキャスター・コメンテーター
| 期間                                                                                 | 期間       | メインキャスター | メインキャスター | サブキャスター | サブキャスター | コメンテーター | コメンテーター | コメンテーター | コメンテーター | コメンテーター |
| 期間                                                                                 | 期間       | 女性             | 男性             | 月曜 - 水曜    | 木曜・金曜     | 月曜           | 火曜           | 水曜           | 木曜           | 金曜           |
| ------------------------------------------------------------------------------------ | ---------- | ---------------- | ---------------- | -------------- | -------------- | -------------- | -------------- | -------------- | -------------- | -------------- |
| 1994.4.1                                                                             | 1998.3.27  | 安藤優子         | 宮川俊二         | （不在）       | （不在）       | 木村太郎1      | 木村太郎1      | 木村太郎1      | 木村太郎1      | 木村太郎1      |
| 1998.3.30                                                                            | 1999.3.31  | 安藤優子         | 川端健嗣         | （不在）       | （不在）       | 木村太郎1      | 木村太郎1      | 木村太郎1      | 木村太郎1      | 木村太郎1      |
| 1999.4.1                                                                             | 2000.3.31  | 安藤優子         | 森昭一郎         | （不在）       | （不在）       | 木村太郎1      | 木村太郎1      | 木村太郎1      | 木村太郎1      | 木村太郎1      |
| 2000.4.3                                                                             | 2002.9.27  | 田代尚子         | （不在）         | （不在）       | （不在）       | 大林宏         | 大林宏         | 大林宏         | 大林宏         | 大林宏         |
| 2002.9.30                                                                            | 2003.9.26  | 滝川クリステル   | 安倍宏行         | （不在）       | （不在）       | 和田圭         | 和田圭         | 箕輪幸人       | 箕輪幸人       | 箕輪幸人       |
| 2003.9.29                                                                            | 2006.6.30  | 滝川クリステル   | 松本方哉2        | （不在）       | （不在）       | 和田圭         | 和田圭         | 箕輪幸人       | 箕輪幸人       | 箕輪幸人       |
| 2006.7.3                                                                             | 2006.12.22 | 滝川クリステル   | 松本方哉2        | （不在）       | （不在）       | 山本周         | 箕輪幸人       | 箕輪幸人       | 箕輪幸人       | 安倍宏行       |
| 2007.1.5                                                                             | 2009.3.27  | 滝川クリステル   | 松本方哉2        | （不在）       | （不在）       | 和田圭         | 箕輪幸人       | 箕輪幸人       | 箕輪幸人       | 和田圭         |
| 2009.3.30                                                                            | 2009.7.27  | 滝川クリステル   | 松本方哉2        | （不在）       | （不在）       | 和田圭         | 箕輪幸人       | 箕輪幸人       | 箕輪幸人       | （週替わり）   |
| 2009.7.28                                                                            | 2009.9.25  | 滝川クリステル   | （不在）         | （不在）       | （不在）       | 和田圭         | 箕輪幸人       | 箕輪幸人       | 箕輪幸人       | （週替わり）   |
| 2009.9.28                                                                            | 2010.6.25  | 秋元優里         | （不在）         | （不在）       | （不在）       | 和田圭         | 箕輪幸人       | 箕輪幸人       | 箕輪幸人       | （週替わり）   |
| 2010.6.28                                                                            | 2011.3.25  | 秋元優里         | （不在）         | （不在）       | （不在）       | 平井文夫       | 若松誠         | 若松誠         | 和田圭         | （週替わり）   |
| 2011.3.28                                                                            | 2012.9.28  | 秋元優里         | （不在）         | （不在）       | （不在）       | （週替わり）   | 若松誠         | 若松誠         | 和田圭         | 和田圭         |
| 2012.10.1                                                                            | 2013.3.25  | 大島由香里       | 奥寺健           | （不在）       | （不在）       | （不在）       | （不在）       | （不在）       | （不在）       | （不在）       |
| 2013.3.26                                                                            | 2014.9.26  | 大島由香里       | （不在）         | 奥寺健         | 奥寺健         | （不在）       | （不在）       | （不在）       | （不在）       | （不在）       |
| 2014.9.29                                                                            | 2015.3.27  | 大島由香里       | （不在）         | 木村拓也       | 奥寺健         | （不在）       | （不在）       | （不在）       | （不在）       | （不在）       |
| - 1 『DATE LINE』→『FNN NEWSCOM』メインキャスターから続投。 - 2 降板については後述。 |            |                  |                  |                |                |                |                |                |                |                |

### 週末キャスター
| 期間     | 期間       | 男性     | 女性         |
| -------- | ---------- | -------- | ------------ |
| 1994.4.2 | 1994.12.25 | 智田裕一 | 長谷部真理子 |
| 1995.1.7 | 1995.3.26  | 智田裕一 | 佐藤里佳     |

### レポーター
- 小泉陽一（2000年4月 - 2002年9月）

田代不在時のリリーフ、『FNNスーパーニュース』フィールドキャスターを兼務。

### ナレーション
声優・ナレーター
- 太田真一郎（1994年4月 - 2000年3月）
- 横尾まり
- 鈴木渢（『FNNスーパーニュース』ナレーションを兼務）
- 福士秀樹

フジテレビアナウンサー
- 2008年4月以降はフジテレビアナウンサー（出演当時の者も含む）も担当するようになり、「FLASH JAPAN」はすべてアナウンサーが担当した。2012年10月よりフラッシュニュースをすべて大島が読み上げるようになったため、アナウンサーによるナレーションは廃止された。

| 期間 | 期間       | 月曜         | 火曜                            | 水曜         | 木曜         | 金曜         |
| --- | ---------- | ------------ | ------------------------------- | ------------ | ------------ | ------------ |
| 2008.3.31 | 2008.9.26  | 高橋真麻     | 田代優美                        | 佐藤里佳     | 山本麻祐子   | 山本麻祐子   |
| 2008.9.29 | 2008.12.26 | 高橋真麻     | 高木広子                        | 佐藤里佳     | 田代優美     | 田代優美     |
| 2009.1.5 | 2009.9.25  | 高橋真麻     | 高木広子                        | 佐藤里佳     | 田代優美     | 山本麻祐子   |
| 2009.9.28 | 2010.3.26  | 高橋真麻     | 田代優美                        | 佐藤里佳     | 高木広子1・2 | 山本麻祐子   |
| 2010.3.29 | 2010.10.1  | 田代優美     | 田代優美                        | 高橋真麻1・2 | 高木広子1・2 | 阿部知代1・2 |
| 2010.10.4 | 2011.6.24  | 高木広子1・2 | 田代優美                        | 高橋真麻1・2 | 阿部知代1・2 | 田代優美     |
| 2011.6.27 | 2011.9.30  | 高木広子1・2 | 高橋真麻                        | 戸部洋子1    | 阿部知代1・2 | 斉藤舞子     |
| 2011.10.3 | 2011.12.23 | 中村仁美     | 高橋真麻                        | 松村未央     | 阿部知代1・2 | 戸部洋子1    |
| 2012.1.4 | 2012.3.2   | 中村仁美     | 吉崎典子                        | 松村未央     | 阿部知代1・2 | 戸部洋子1    |
| 2012.3.5 | 2012.3.30  | 山本麻祐子   | 吉崎典子                        | 松村未央     | 阿部知代1・2 | 戸部洋子1    |
| 2012.4.2 | 2012.6.29  | 阿部知代     | 吉崎典子                        | 斉藤舞子1    | 阿部知代1・2 | 戸部洋子1    |
| 2012.7.2 | 2012.9.28  | 谷岡慎一1〜3 | 福永一茂1・2・4 鈴木芳彦1・2・4 | 斉藤舞子1    | 立本信吾1・2 | 戸部洋子1    |
| - 1 『BSフジLIVE プライムニュース』ニュースコーナーを兼務。 - 2 『FNNレインボー発・あすの天気』を兼務。 - 3 『FNNスーパーニュース』フィールドキャスターを兼務。 - 4 隔週交代で担当。 |            |              |                                 |              |              |              |

### 出演者に関する補足
キャスターについて
- 安藤、田代時代は女性がメイン格だったが、安倍時代から松本の降板までは男性がメイン格となった。その後大島時代に再び女性メインとなった。
- 松本は家族の看護のため以下の期間は休養。ただし、フジテレビの番組表では休養中も全曜日に松本の名を記載していた。
  - 2007年11月22日 - 2008年2月8日（平日休養）
  - 2008年2月11日 - 2008年4月4日（金曜のみ休養）
  - 2008年4月7日 - 2008年5月9日（平日休養）
  - 2008年5月12日 - 2009年4月10日（金曜のみ休養） ： ただし、2008年8月8日のみ滝川が北京オリンピック取材で東京のスタジオに不在のため出演。コメンテーターと2人で進行した。
  - 2009年4月13日 - 2009年7月27日（平日休養） ： 休養状態のまま滝川が降板を発表。

コメンテーターについて
- 安倍時代以降は主要ニュース1項目をピックアップして解説。
- 2009年3月以降の金曜（2011年4月以降は月曜）は基本的に和田か若松のどちらかが出演。
- 2011年に入ってからは主要ニュースに関係する専門家や取材を担当したフジテレビ報道局員が出演することが多くなった。その場合は所定のコメンテーターは出演しない。
- 通常コメンテーターの服装はスーツにネクタイ姿であるが、2011年7月から9月9日放送分までは、節電対策によるクールビズ導入でノーネクタイとなっていた。

### キャスター代役について
| 「ニュースJAPAN」代理キャスター一覧 | 「ニュースJAPAN」代理キャスター一覧 |
| 休演者                              | 代役 |
| ----------------------------------- | --- |
| 安藤優子                            | - 1994年の夏休みは、以下の若手女性アナウンサーが右記の番組の番組宣伝を兼任して代理キャスターを務めた。全員の担当番組や出演コーナーが全国ネットではなく、一部地域では違和感があった。また、当時、全員が報道番組の担当経験がなく、非常に緊張していた。 - 中井美穂（1994年10月4日） - 『FNNスーパータイム』。北海道東方沖地震のFNN報道特別番組も務めた。 - 佐藤里佳（1994年10月） - 『風まかせ 新・諸国漫遊記』 - 中村江里子（1994年10月） - 『どうーなってるの?!』※1997年7月の香港返還の現地中継で安藤が不在の際も、メインを代行。 - 小島奈津子（1994年10月） - 『めざましテレビ』 - 西山喜久恵（1994年10月） - 『週刊スタミナ天国』 - 宮川俊二（1995年 - 1997年） - 単独進行。 - 川端健嗣（1998年） - 単独進行。 - 木村太郎（1999年） - コメンテーターを兼務。 |
| 田代尚子                            | - 小泉陽一 - 元アナウンサーのため。田代は夏休み以外も体調不良でたびたび休んでいた。 |
| 安倍宏行                            | - 滝川クリステル - 単独進行。 |
| 松本方哉                            | - 滝川クリステル - 単独進行。 |
| 滝川クリステル                      | - 春日由実（2003年） - 千葉絢子（2004年） - 岩手めんこいテレビアナウンサー。 - 中村仁美（2005年） - 長野翼（2006年 - 2009年） - 2008年から『FNNスーパーニュース』メインキャスターと兼務。 |
| 秋元優里                            | - 長野翼（2010年1月29日） - 『FNNスーパーニュース』メインキャスターと兼務。体調不良。 - 大島由香里（2010年8月16日 - 18日、2012年8月24日） - 夏休み、（2010年10月4日 - 6日、2011年8月29日 - 9月2日、9月12日 - 9月16日） - 体調不良、（2011年6月10日） - 秋元が被災地（宮城県南三陸町）から生中継。 - 椿原慶子（2010年8月19日・20日、2011年8月22日 - 26日、2012年8月20日 -8月23日） - 夏休み、（2011年9月5日 - 9月9日） - 体調不良、（2011年12月16日、2012年3月9日） - 秋元が被災地（宮城県南三陸町）から生中継。 |

## 放送時間

### 平日版
| 期間 | 期間      | 全編                    | 全編                    | 本番組パート  | 本番組パート  |
| 期間 | 期間      | 月曜 - 木曜             | 金曜                    | 前半          | 後半          |
| --- | --------- | ----------------------- | ----------------------- | ------------- | ------------- |
| 1994.4.1 | 1998.9    | 23:00 - 翌0:20（80分）  | 23:45 - 翌1:05（80分）  | 20分          | 30分          |
| 1998.10 | 1999.9    | 23:20 - 翌0:30（70分）1 | 23:45 - 翌0:55（70分）  | 20分          | 20分          |
| 1999.10 | 2000.3    | 23:20 - 翌0:30（70分）1 | 23:50 - 翌1:00（70分）2 | 20分          | 20分          |
| 2000.4 | 2003.3    | 23:30 - 翌0:40（70分）3 | 23:50 - 翌1:00（70分）2 | 20分          | 10分4         |
| 2003.3.31 | 2005.3.25 | 23:30 - 23:55（25分）5  | 23:50 - 翌0:15（25分）5 | （左に同じ）5 | （左に同じ）5 |
| 2005.3.28 | 2014.3.28 | 23:30 - 23:55（25分）5  | 23:58 - 翌0:23（25分）6 | （左に同じ）5 | （左に同じ）5 |
| 2014.3.31 | 2015.3.27 | 23:30 - 23:50（20分）7  | 23:58 - 翌0:18（20分）  | （左に同じ）5 | （左に同じ）5 |
| - 2003年3月まで、スポーツニュース番組は前半と後半の間に放送。 - 1 『バラパラ』放送開始のため。 - 2 23時台が45分番組（『料理の鉄人』）から30分+20分番組に変更のため。 - 3 『バラパラ』10分拡大のため。 - 4 スポーツニュース番組が10分拡大のため。 - 5 スポーツニュース番組とのコンプレックス枠化のため。 - 6 23時台後半の20分番組が28分番組（『僕らの音楽』）に変更のため。 - 7 『第8地区・エリア1』開始のため。 |           |                         |                         |               |               |

### 週末版
- 土曜 翌1:00 - 1:15（15分、1994年4月2日 - 1995年3月26日）
- 日曜 翌0:30 - 0:45（同上）

いずれも『スポーツWAVE』に内包。

## 放送内容

### 終了時点
トップニュース
大島がサマリーを、フリーのナレーターが本編を読む。2012年9月まではオープニングにヘッドライン（映像のみ、ナレーションなし）があったが、2012年10月以後はヘッドラインは無く、オープニングタイトル・提供クレジットの後すぐトップニュースに入る。重要なニュースである場合はアバンタイトルでそのニュースを伝えてからオープニングになる日もある。
ストレートニュース
長めの項目は大島がサマリーを、アナウンサーのナレーターが本編を読み、短めの項目は全編大島もしくは木村・奥寺が読むことが多い。
Tonight's Issue
2012年10月スタート。後述の「きょうの解説」のコーナーに代わるニュース解説をかねた特集で、注目すべきニュースについて記者の取材レポートやゲストの専門家の分析・解説を行う。
ニュースフラッシュ
安藤時代から松本・滝川時代までは「FLASH JAPAN」というコーナー名が付いていた。全編ナレーターが読んでいたが、2012年10月からは大島が読み上げる。大島の左隣に6項目程度のヘッドライン短冊が映し出され、その中から数項目（全項目が取り上げられることはめったに無い）を抜き出して映像と共に伝える。また、松本・滝川時代ではコーナー冒頭、滝川が「では、ニュースフラッシュです」と斜め45度のカメラアングルでVTR振りをするのがお約束となっていた。
今日の解説
コメンテーターがトップニュースを解説。最近はレギュラーのコメンテーターに代わって専門家がゲストに招かれることもあった。
- 一部のニュース取材VTRは『スーパーニュース』のVTRを二次使用している（ナレーションやテロップなどは差し替えている）。これは取材リポーターが『スーパーニュース』のフィールドキャスターであるためそれがわかる。滝川時代後半の時期は番組独自のリポーターは存在せず、余程の重大事件や事故の場合は滝川キャスターが現場に赴いていた（政治•国際関係の場合は松本キャスターがその役割を担ったケースもあった。）。
- スポーツの話題やニュースはプロ野球のストライキ問題や大きなスポーツイベント（国際大会やオリンピックの日本人選手の活躍、またスポーツ界における事件や騒動や不祥事など）は軽く触れるが、スポーツニュースは後続の『すぽると!』にすべて任せている。

### 参考・2012年度下期のタイムテーブル
カッコ内の時刻は金曜日のタイムテーブル。放送開始半年後から、この番組が始まる30秒前にカウキャッチャーとしてキリンビールのCMを放映している。
- 23:30.30（23:58.30） オープニング
- 23:31（23:59） ニュース、特集
- 23:47（翌0:15） フラッシュニュース
- 23:49.00（翌0:17.00） CM
- 23:49.30（翌0:17.30） 提供
- 23:49.40（翌0:17.40） CM
- 23:51.10（翌0:19.10） ニュース、全国の天気、エンディング【ローカル枠　差し替え地域→#ネット状況を参照】

全国の天気になると、大島が正面から右を向き「それでは全国のお天気です…」と話して、それを終えると大島が「それではまた明日」（金曜は「それでは素敵な週末を」）と挨拶して番組は終了する。
- 23:53.10（翌0:21.10） 「すぽると!」のクロスプログラム

### クロスプログラム
- 1994年（平成6年）7月頃から、月曜 - 木曜のみ、直前番組終了時に5秒間のクロスプログラム（予告）が挿入されるようになった。(「ニュースJAPAN」と「プロ野球ニュース→すぽると!」とのクロスプログラムは事実上分離化した2000年4月から。最初の3年間はスポーツニュース明けに「JAPAN2」のクロスプログラムもあった）
- ただし、当初は月曜・火曜のみ直前の番組が関西テレビからの送出であるためか、キャスター陣が出演した事前収録のバンク映像（宮川:「ニュースJAPANは」→安藤:「このあとすぐ!」とあいさつするものなど数パターン）が関西テレビ出しで流れていた。水曜・木曜のみ安藤がスタジオから生で登場しその日のトップ項目を紹介する形式を取っていた。[注 7]
- 1998年（平成10年）10月からはバラパラが直前番組となったため、月曜 - 木曜とも後者のパターンに統一された。
- 田代時代も安藤時代の形式を踏襲した。松本・滝川時代になってからはキャスターが登場せず、全面ニュース映像（項目字幕スーパーあり、ナレーションなし）という形式となったが、現在は以前の形式（滝川→秋元がスタジオのモニターのそばでその日のメイン項目を簡単に触れる）に戻されている。現在、水曜の直前番組は関西テレビ制作であるが、1998年（平成10年）9月以前とは異なり、5秒予告部分はフジテレビが送出しており他曜日との違いは見られない。
- 2009年（平成21年）5月ころからは、一部地域を除き、ニュース・天気予報の後のエンディングにおいてフジテレビTWOでは放送されない『すぽると!』のジャンクションがそのまま放送されている（フジテレビTWOでの放送に際しても、特に「すぽるとの放送はありません」の断りの字幕などがない）。その日の中心となる項目の関連映像と字幕による予告。ゲストが出場する場合は生放送でゲストが登場する場合がある。
- なお、すぽると!本編は2010年（平成22年）4月からレターボックス16:9で放送されているが、当番組は7月2日深夜の放送まで（『FNNニュース』として放送する週末を含めると7月4日まで）4:3コンバートで放送されていたため、『すぽると!』とのクロスプログラムも4:3コンバートになっていた。

### 1994年春 - 2000年春（安藤時代）
最初20分がニュース、その後30分間『プロ野球ニュース』をはさんだ後、最後の30分は特集などを放送。開始当初、『プロ野球ニュース』は本編と同じスタジオからの放送で、『プロ野球ニュース』内でも安藤優子らに話を振られることもあった。いずれも「プロ野球ニュース」のあとに放送。

### 2000年春 - 2003年秋（田代・安倍時代）
3部構成は変わらず、最初20分がニュースで、次の40分がスポーツニュース。最後再びニュースを10分間放送した（2003年3月まで）。3部めのニュース部分の時間がさらに縮小となり、現体制に至る下地が作られた。また時間に明確な区切り（それまでは実質スポーツコーナーを含め1つの番組と位置づけていたため、目安の時間より前後することがあった）を入れるようになったため、実質的にスポーツコーナーを独立・分離化している。

### 2003年秋 - 2009年秋（松本・滝川時代）
アメリカ政治と軍事にまつわるシリーズ特集を随時放送。2004年（平成16年）に1週間にわたるニューヨークからの生放送を2回行った。

### 2012年秋 - 2015年春 （大島・奥寺時代）
Tonight's Issue
福島最前線から報告

## 演出

### タイトルロゴ
「NJAPAN」のように表記されるロゴデザインは、放送開始以来変更されていない。ただし、「N」をモチーフとしたロゴマークの配色・形状や、「JAPAN」などのロゴタイトルの構成・フォント・配色は幾度かマイナーチェンジが行われている。なお、1994年度の『プロ野球ニュース』、『スポーツWAVE』のタイトルロゴにも、当番組と同じようなデザインが使用されていた。
ロゴマークの配色
1. 1994年4月1日 - 2003年9月26日：■金
2. 2003年9月29日 - 2012年9月28日：■青
3. 2012年10月1日 - 2013年3月25日：■紫
4. 2013年3月26日 - 2015年3月27日：紅&白

ロゴタイトル
- 「JAPAN」の下部には、一時期を除いて「FNN」の冠タイトルの代わりに「FNN Fuji News Network」が表記されている。
- ロゴマークの右に表記されるロゴタイトル文章の構成は上部から順に以下の通り。yには西暦が入る。

1. 「LIVE'yy→LIVEyyyy」「ニュース」「JAPAN」「"FNN" Fuji News Network」（1994年4月1日 - 2000年3月31日）
2. 「LIVE」「yyyy」「JAPAN」（2000年4月3日 - 2003年9月30日）
3. 「LIVE」「yyyy」「JAPAN」「FNN Fuji News Network」（2003年10月1日 - 2009年9月25日、この表記のみ「FNN」は正式ロゴ）
4. 「LIVEyyyy」「JAPAN」「FNN Fuji News Network」（2009年9月28日 - 2013年3月26日）

### テーマ音楽・オープニング映像
※()内の番号はJASRAC作品コードを表す。
1. 1994年4月1日 - 1994年5月頃：作曲者不詳
安藤・宮川・木村をアップにした映像を夜空に照射するCGが出され、各出演者の氏名がコールされる。その後、タイトルを表示。なお、初代オープニング映像は数週間で変更された。
初代テーマ曲は、CM前ジングルでアレンジ版が使われ、2000年3月まで使用された。
2. 1994年5月頃 - 1995年9月29日：「白夜のフィヨルド（エリックのテーマ）」(018-1969-1)※「ワールドヒーローズ2・イメージアルバム」より。
ニュース映像と共にタイトルがカットインされ、一瞬タイトルが光る。[注 8]当初ヘッドライン用のBGMだった「白夜のフィヨルド」がテーマ曲として流れるようになった。
3. 1995年10月2日 - 2000年3月31日：同上
ニュース映像をバックに2つの炎が渦を巻き、画面中央に集まると電流を帯びたロゴマークが出現。ロゴマークが左側に移動し、稲妻が走るとロゴタイトルも現れ、タイトルを形成。その後、タイトルが爆発し、提供クレジットへ。
4. 2000年4月3日 - 2003年9月26日：作曲・関口敏行「『ニュースJAPAN』テーマ」(026-4546-7)
ニュース映像をバックに画面手前から火の玉が流れ、流れついた部分から電流を帯びたロゴマークと「JAPAN」が出現。「LIVE」と西暦4桁も現れ、タイトルを形成。その後、タイトルが爆発し、提供クレジットへ。
5. 2003年9月29日 - 2009年9月25日：作曲・塩崎容正「ニュースJAPANのテーマ」(119-0940-4) ※オーケストラ演奏風
スタジオ映像（日によってトップニュースのVTR）の画面右下からロゴマークが現れ、■青のグラデーションを背景にロゴタイトルが書かれたCGに切り替わり、タイトルを形成。その後、ロゴマークが右から左へ回転しながら移動するとヘッドラインのニュース映像に切り替わる。
6. 2009年9月28日 - 2012年9月28日：作曲・塩崎容正「ニュースJAPANのテーマ」※先代をピアノベースにしたアレンジ版。
スタジオ映像をバックに、無数の光がタイトルを形成。その後、タイトルが上を向きながら手前に移動する。
2011年から、ロゴの「LIVE20XX」部分の文字が輝くエフェクトが使用されるようになった。また、提供部分の音楽も若干の変更が加えられた。
7. 2012年10月1日 - 2013年3月25日：作曲・住友紀人、演奏・宮坂Strings「LIVE 2012ニュースJAPAN OPENING THEME」(190-5285-5)[3]
■紫と□白のグラデーションを背景としたCG。
8. 2013年3月26日 - 2014年3月28日：作曲・住友紀人「LIVE 2013ニュースJAPAN OPENING THEME」(190-5285-5)
9. 2014年3月31日 - 2015年3月27日：作曲・徳澤青弦「Another Mind(副題：「LIVE2014 ニュースJAPAN」のテーマ曲)」

オープニングの流れ
- 初代：オープニングCG→ヘッドライン→スタジオ映像、またはニュース映像をバックに提供クレジット
- 2代目・3代目：オープニングCG→矢継ぎ早に切り替わるニュース映像をバックに提供クレジット→ヘッドライン
- 4代目：オープニングCG→矢継ぎ早に切り替わるニュース映像をバックに提供クレジット
- 5代目・6代目：オープニングCG→ヘッドライン（5代目のみ「TODAY'S MENU」として）2項目→スタジオ映像をバックに提供クレジット
- 7代目・8代目：オープニングCG→スタジオ映像をバックに提供クレジット

上記のほか、2009年現在、ニュース映像のBGMに、ゴジラ FINAL WARS オリジナル・サウンドトラックの収録曲を使用している。

### タイトルコール
放送開始当初からタイトルコールがあり、一部期間を除き「News Japan.」とコールしている。なお、松本・滝川 - 秋元時代は「News Japan, Fuji News Network.」とコールしていた。
担当者
1. 1994年4月1日 - 2009年9月25日：ケイ・グラント（前述の通り、初代オープニングでは出演者の氏名もコール。タイトルコール文章の変更後は、以前よりも低い声でコールしていた）
2. 2009年9月28日 - 2012年9月28日：斉藤茂一
3. 2012年10月1日 - 2013年3月25日：矢幅歩（「Tonight's Issue」のタイトルコールも担当）[4]
4. 2013年3月26日 - 2015年3月27日：不明

### スタジオセット
1. 1994年4月1日 - 1995年3月：海外の有名デザイナー[誰?]が担当。
2. 1995年4月 - 1997年3月：以下は5代目まで白を強調としたセット。台場新社屋移転の際、セットも移築し数週間使用した。週末の『FNNニュース最終版』でも台場新社屋に移転されるまで共用された。以上、河田町旧社屋。
3. 1997年4月 - 2000年3月31日：以下、台場新社屋。
4. 2000年4月3日 - 2002年9月27日：白い壁がキラキラした素材に。
5. 2002年9月30日 - 2003年9月26日：白い壁が普通の素材に戻り、木の素材が加わって落ち着いたイメージに。
6. 2003年9月29日 - 2012年3月29日：赤をベースとした、薄暗い、いわゆる「斜め45度」のセット。背景にはタイトルロゴ、主要ニュースを英語で流す電光掲示板、海外テレビ局のニュース映像を流すモニターなどがある[5]。秋元のキャスター着任以降は照明が明るくなった。2011年10月3日よりテーブルをモデルチェンジ。
7. 2012年3月30日 - 2013年3月25日：大モニターが設置され前にあったテーブルが残されている。
8. 2013年3月26日 - 2015年3月27日：不明

新セットの組み立て期間は、臨時に報道センターから放送している。なお、2010年3月26日と2012年3月16日は『FNNスーパーニュース』の新セット組み立て工事のため、球体展望室から放送された。球体展望室にはキャスターが座る椅子と、番組のタイトルロゴが貼られたテーブルのみが置かれた。

### 「斜め45度」の演出
- 特徴的な松本・滝川のツーショットカットの際の「（滝川を）斜め45°」から撮る構図は「滝川が（ハーフであることから）一番美しく映る角度」と言うことで採用された。滝川は「骨盤が歪みそう。できれば正面を向いてニュースを読みたい」「本番中に首がつったことがある」と語っている[6]。

## ネット状況

### ネット局
| 放送対象地域   | 放送局                                     | ローカルニュース 差し替え |
| -------------- | ------------------------------------------ | ------------------------- |
| 関東広域圏     | フジテレビ(CX) （基幹・制作局）            | -                         |
| 北海道         | 北海道文化放送(uhb)                        | ○                         |
| 岩手県         | 岩手めんこいテレビ(mit)                    | ×                         |
| 宮城県         | 仙台放送(OX)                               | ×                         |
| 秋田県         | 秋田テレビ(AKT)                            | ×                         |
| 山形県         | さくらんぼテレビ(SAY)                      | ×                         |
| 福島県         | 福島テレビ(FTV)                            | ×                         |
| 新潟県         | 新潟総合テレビ(NST)                        | ×                         |
| 長野県         | 長野放送(NBS)                              | ×                         |
| 静岡県         | テレビ静岡(SUT)                            | ○                         |
| 富山県         | 富山テレビ(BBT)                            | ×                         |
| 石川県         | 石川テレビ(ITC)                            | ×                         |
| 福井県         | 福井テレビ(FTB)                            | ×                         |
| 中京広域圏     | 東海テレビ(THK)                            | ○                         |
| 近畿広域圏     | 関西テレビ(KTV)                            | ○                         |
| 島根県・鳥取県 | 山陰中央テレビ(TSK)                        | ×                         |
| 岡山県・香川県 | 岡山放送(OHK)                              | ×                         |
| 広島県         | テレビ新広島(TSS)                          | ○                         |
| 愛媛県         | テレビ愛媛(EBC)                            | ○                         |
| 高知県         | 高知さんさんテレビ(KSS)                    | ×                         |
| 福岡県         | テレビ西日本(TNC)                          | ○                         |
| 佐賀県         | サガテレビ(STS)                            | ×                         |
| 長崎県         | テレビ長崎(KTN)                            | ×                         |
| 熊本県         | テレビくまもと(TKU)                        | ×                         |
| 鹿児島県       | 鹿児島テレビ(KTS)                          | ○                         |
| 沖縄県         | 沖縄テレビ(OTV)                            | ×                         |
| 全国放送       | フジテレビTWO（CS放送） ※2012年3月23日まで | ×                         |

○：該当 ×：非該当

### 備考
- 放送開始以降に開局したさくらんぼテレビ・高知さんさんテレビ（共に1997年4月1日開局）は開局当日の放送開始である（正確にはそれ以前のサービス放送開始から）。なお、週末等を挟まずに前日の前番組終了後、翌日の1994年（平成6年）4月1日に放送開始となった理由は、当日からフジテレビ系フルネット局となった鹿児島テレビに配慮してのことである（前日までFNNとNNNのクロスネット。この時間には『NNNきょうの出来事』をネットしていた。鹿児島読売テレビは1994年（平成6年）3月31日までのサービス放送期間中は当該時間のNNNニュースは放送せずフィラーを流していた）。
- ネット局のうち、ローカルニュースに差し替える放送局は全部で8局である（NHKの拠点局を有する地域は仙台放送[注 9] を除きすべて差し替えをする）が、滝川クリステルの卒業挨拶は一部の局を除きネットした。場合によってはローカルニュースの内容が重複する場合がある。差し替えない地域でも重大事件・事故が発生した場合はローカルニュースに差し替えられることがある。
- 新潟総合テレビのみネットスポンサーではなく、ローカルスポンサー（またはネットスポンサーの一部とローカルスポンサーの混在）に差し替えられるため提供クレジットのみをブルーバックに、ノンスポンサーの場合は局宣伝スポットへ強制的に差し替えている。また、『すぽると!（『ニュース&すぽると!』も同様）』『FNNニュース』（F1中継のない日曜深夜）でも同様の処遇になっている（土曜深夜放送時も天気予報時の提供クレジットも番組ロゴが書かれたパネルで隠しているが、天気アイコンが見切れてしまうという現象が発生している）。さらに週末版が存在した頃にはいわゆる隕石爆発CG[注 10]でオープニング・エンディングを差し替えていた。現在はスポンサーがない曜日もあり、その場合はCMが放送されている（オープニングが独立していた「FNN DATE LINE」までは、提供テロップをローカルスポンサーとしたオープニングにすべて差し替えていた）。同じFNN系では当該時間に日本テレビから配給を受けるテレビ宮崎も同様。
- 福井テレビでは、当番組内でローカル差し替えをしない代わりに、22:54から『福井テレビニュース』を放送している。また、当番組のオープニングが流れる際に画面右上に「協力 中日新聞」のテロップが表示される。なお前番組の『NEWSCOM』では東海テレビでも同様の措置がとられていたが、当番組からは消滅している。
- 岡山放送では2011年8月1日までは、22:54から「OHKフラッシュニュースFNN」で岡山・香川県内のニュースを放送し、その後当番組でもローカル差し替えを行う、という珍しい放送体制を取っていた。尚、担当キャスターはその日の「OHKフラッシュニュースFNN」を担当したアナウンサーが引き続き担当していた。
- フジテレビTWOでは、2009年（平成21年）4月から翌1:00 - 1:25の時差放送を開始（スポンサー表示はなし ローカルコーナーはフジテレビ・関東ローカルのものをそのまま使用）。これにより未ネットのテレビ大分・テレビ宮崎をカバーする大分県・宮崎県とFNN/FNS系列が現在存在しない青森県、山梨県、山口県、徳島県、地上波放送の視聴が困難な難視聴地域の視聴者もスカパー!、スカパー!e2、ケーブルテレビ（対応局のみ）を通して90分（金曜分のみ62分）の時差ながら視聴できるようになった。なお、CS放送のリニューアルに伴い、2012年3月23日（CSにおける放送時間帯では3月24日の午前1時）の放送分をもって、時差放送が廃止された[注 11]。

## 特別編成
- 2000年（平成12年）から2005年（平成17年）まで、月曜から木曜にプロ野球中継がフジテレビであった時、この番組と『すぽると!』のスタート時刻がそれぞれ1分前倒しで放送していた（2分前倒しのこともあった。また、前倒ししないこともある）。
- 年末早く終了してしまう理由はスポンサー側の振り替え番組への提供等の影響である。（参考として2006年は12月22日で打ち止め、2007年は1月5日より放送開始。休止期間中は『FNNニュース』でニュース最終版を対応する（「すぽると!」でも同様のことがおきている）。また、フジテレビの早朝番組『めざにゅ〜』でニュース素材を再放送されるケースが多い）。なお、当番組終了後、2016年度の『ユアタイム』以降は、年末の終了が遅くなった。
- 1997年（平成9年）6月30日から7月1日未明にかけて、3時間半に渡る香港返還特番を放送（23:30 - 翌3:00）。
- 2004年にはアメリカ合衆国大統領選挙報道のために、6月末と11月の第1週にニューヨークのABCニュース内に作られた特設スタジオから放送した。また、開票日には特設スタジオから選挙特番を放送した。
- 2009年（平成21年）1月21日未明（20日深夜）1:40 - 2:40に、バラク・オバマのアメリカ合衆国大統領就任式の中継を『ニュースJAPAN SP』として放送（2か国語放送を実施）。
- 2011年（平成23年）3月14日、22:00 - 翌1:10[注 12] に東日本大震災の情報を伝える『ニュースJAPAN SP』を放送。秋元と境が担当。
- 2011年（平成23年）3月15日放送分は、静岡県東部地震発生のため、当初予定より18分遅れの翌0:03 - 1:00に放送。東日本大震災の情報（被災地の様子、福島原発の爆発事故について）、静岡東部で起きた地震の情報を放送。秋元と福原直英が担当。
- 2011年（平成23年）3月21日 - 3月25日、本来はこの後の番組「すぽると!」が「世界フィギュアスケート選手権大会東京大会」開催（大会そのものは3月27日まで）に伴う10分延長放送をする予定になっていたが、世界フィギュアが東日本大震災により開催返上で中止になったため、急遽すぽると!に割り当てられた10分を本番組に移譲して震災報道を中心とした拡大版とした。
- 2011年（平成23年）4月7日、番組放送中に発生した東日本大震災によるM7.4の余震（23:32発生）を受け、放送時間を急遽延長し、翌1:50まで震災関連ニュースを放送。番組に内包されている「すぽると!」は放送休止となった。
- 2011年（平成23年）10月11日放送分は、「世界体操女子団体決勝」を23:15 - 翌0:30に放送したため、1時間遅れの翌0:30から放送された。
- 2012年（平成24年）3月5日は、「女子サッカーアルガルベカップ・ 日本対 アメリカ合衆国」が23:00 - 翌1:10に放送のため「ニュースJAPAN」は放送休止し、「すぽると!」は1時間15分遅れの翌1:10から放送した。

## エピソード
- 2004年（平成16年）5月14日の関西テレビのローカルニュース枠では、同局アナウンサーの桑原征平（現在：フリーアナウンサー ）がこの日定年退職を迎えるため、現役局アナとして最後のニュースを読み、定年退職のあいさつを行った。
- 2007年（平成19年）10月1日の放送では、松本・滝川が衣装に共同募金の赤い羽根をつけながらニュースを伝えた。フリーライターの堀井憲一郎によれば、同日に放送された民放の報道番組で、キャスターが赤い羽根をつけていたのは当番組だけだったという[7]。

### 番組のパロディ
- メインキャスターが安藤であった時代、当番組の直前に放送されていた『笑う犬の生活』の最後に、ウッチャンナンチャンの内村光良が安藤に扮してミニコントを行う「安藤さん」のコーナーが放送された。同コーナーの後、そのまま当番組の5秒予告に接続されるという、一方的なコラボレーションが行われていた。また、安藤は『笑う犬』にも何度かゲスト出演している。なお、2008年（平成20年）9月30日に放送された『笑う犬』の復活特番では、当番組の直前に放送されていたため、内村が滝川に扮した当番組のパロディが行われた。

- この番組のパロディとしては、滝川の斜め45°があまりにも特徴的過ぎるため、特に松本・滝川時代（特に滝川の方）のフォーマットが多い。
  - 『サンデージャポン』（TBSテレビ） - 『ニュースJAPON』をレギュラーコーナーにしていた。
  - 『ものまねバトル』（日本テレビ） -  インスタントジョンソンが『ニュースJAPON』として、出演者に扮した物真似を披露。ロゴには、放送局に合わせて「"NNN" Nippon News Network」が表記された。
  - 『SMAP×SMAP』（フジテレビ） - パロディーコント「NEWSMA JAPAN」が存在する。
  - 『秘密のケンミンSHOW』（読売テレビ） - 当番組のタイトル似せた「東京ケンミンニュース(TOKYO KENMIN NEWS 2009)」のコーナーを放送（ロゴマークが「K」）。オープニングCG、VTR内のテロップなども忠実にパロディされている。
  - 『FNNスーパーニュースアンカー』（関西テレビ） - 「斜め45°」の演出について取り上げたことがあり、実際に番組内で使用しているジングル音楽を使い、女性コメンテーターを使って再現したことがある。
  - 『THE・サンデー』（日本テレビ） - 1コーナーで、タレントのサヘル・ローズが、滝川クリサヘルとしてニュースなどさまざまな情報を伝えていた。
  - 『サタデー・ナイト・ライブ JPN』（フジテレビ） - 夏菜が「夏元優里」として『N in JAPAN』のパロディーコントを放送。
  - その他、滝川が出演の際は必ずと言って良いほど『斜め45°の女王』と呼ばれる。場合によってはフジテレビはもとより、他局でも滝川のマネをすることがある。

## 関連書籍
- 『ドキュメント 検証C型肝炎―薬害を放置した国の大罪』（フジテレビC型肝炎取材班著、小学館）ISBN 4093875111